# Muhamed Bešić
Muhamed Bešić (Berlín, Alemania, 10 de septiembre de 1992) es un futbolista bosnio que juega en la demarcación de centrocampista para el F. K. Spartak Subotica de la Superliga de Serbia.

## Biografía
Empezó a formarse como futbolista en 2004, con 12 años de edad, con el Tennis Borussia Berlin, donde estuvo durante cinco años. Ya en 2009 el Hamburger SV se hizo con sus servicios, hasta que un año después pasó al equipo filial. Durante su etapa en el club jugó tres partidos con el primer equipo, hasta que finalmente en 2012 fichó por el Ferencvárosi TC húngaro. En 2013 ganó junto al equipo la Copa de la liga de Hungría.
El 25 de julio de 2014 fichó por el Everton FC.

## Selección nacional
Bešić dijo en una entrevista que rechazó jugar con la selección inferior de Alemania, ya que prefería jugar con Bosnia-Herzegovina. Hizo su debut con la selección de fútbol sub-21 de Bosnia y Herzegovina en septiembre de 2010 contra Italia. El 5 de noviembre de 2010, fue convocado por primera vez con la selección de fútbol de Bosnia y Herzegovina de la mano de Safet Sušić para un partido amistoso el 17 de noviembre de 2010 contra la selección de fútbol de Eslovaquia. Hizo su debut en dicho partido, convirtiéndose así en el futbolista más joven en disputar un partido con la selección absoulta de Bosnia y Herzegovina.
Después de ser incluido en la lista preliminar de 24 jugadores en mayo de 2014, Bešić fue confirmado el 2 de junio en la lista final de 23 que representó a Bosnia y Herzegovina en la Copa Mundial de Fútbol de 2014.

### Participaciones en Copas del Mundo
| Mundial                        | Sede   | Resultado      |
| ------------------------------ | ------ | -------------- |
| Copa Mundial de Fútbol de 2014 | Brasil | Fase de grupos |

## Clubes
| Club                            | País       | Año       | Partidos | Goles |
| ------------------------------- | ---------- | --------- | -------- | ----- |
| Hamburgo S. V. II               | Alemania   | 2010-2012 | 38       | 0     |
| Hamburgo S. V.                  | Alemania   | 2010-2012 | 3        | 0     |
| Ferencvárosi T. C.              | Hungría    | 2012-2014 | 60       | 1     |
| Everton F. C.                   | Inglaterra | 2014-2018 | 56       | 0     |
| Middlesbrough F. C. (cedido)    | Inglaterra | 2018-2019 | 56       | 3     |
| Sheffield United F. C. (cedido) | Inglaterra | 2019-2020 | 13       | 1     |
| Everton F. C.                   | Inglaterra | 2020-2021 | 0        | 0     |
| Ferencvárosi T. C.              | Hungría    | 2021-2024 | 60       | 2     |
| F. K. Spartak Subotica          | Serbia     | 2025-     | 5        | 0     |

## Palmarés

### Campeonatos nacionales
| Título                     | Club               | País    | Año  |
| -------------------------- | ------------------ | ------- | ---- |
| Copa de la liga de Hungría | Ferencvárosi T. C. | Hungría | 2013 |
| Nemzeti Bajnokság I        | Ferencvárosi T. C. | Hungría | 2022 |
| Copa de Hungría            | Ferencvárosi T. C. | Hungría | 2022 |
| Nemzeti Bajnokság I        | Ferencvárosi T. C. | Hungría | 2023 |
| Nemzeti Bajnokság I        | Ferencvárosi T. C. | Hungría | 2024 |